# HighStep-System

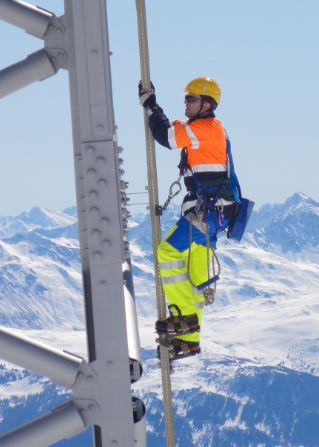
Das manuelle Steigsystem HighStep

Das HighStep-System ist eine schienenbasierte Methode, um mit verschiedenen portablen Steiggeräten hochgelegene Arbeitsplätze zu erreichen.

## Geschichte
Wilhelm Maurer, der Schweizer Ingenieur und Erfinder von Pacojet, startete die Entwicklung des HighStep-Systems, als er 2003 beim Kirschenpflücken von der Leiter fiel. Er kam zum Schluss, dass das Leitersteigen weder sicher noch ergonomisch ist. Zusammen mit einer Gruppe von Ingenieuren begann er die Methode des Steigens zu überdenken. Das daraus resultierende Prinzip basiert auf einer Lösung mit zwei Komponenten. Anstelle einer Leiter wird eine Schiene direkt ans Bauwerk montiert. An der Schiene wird dann, je nach Bedarf, das entsprechende Steiggerät befestigt.
Die Produktentwicklung übernahm 2007 die neu gegründete HighStep Systems AG. Andreas Maurer ist ihr erster CEO. In den folgenden Jahren wurden neue Steiggeräte entwickelt und die bestehenden Steiggeräte optimiert (HighStep Easy, HighStep Protector, HighStep Lift). Die Schiene blieb dabei immer unverändert. Das System ist für viele unterschiedliche Bauwerke geeignet, auf die gestiegen werden kann: Hochspannungsmasten, Licht- und Mobilfunkmasten, Windkraftanlagen, Gebäude, Schächte und Kamine.
2013 finanzierte die SVA Zürich (Schweizerische Sozialversicherungsanstalt) die Installation einer HighStep-Schiene, um den Aufstieg eines wegen einer Schulteroperation bislang arbeitsunfähigen Kranführers wieder zu ermöglichen.

## Systemkomponenten
HighStep ist ein modulares System, das aus einer an der Struktur fix installierten Aluminiumschiene und portablen Steiggeräten besteht. Diese werden zum Einsatz mitgebracht und können bei Bedarf einfach in die Schiene eingehängt werden. Die aus Aluminium im Strangpress-Verfahren gefertigte Schiene weist eine offene U-Form auf. Sie ist 60 mm tief und 110 mm breit. Aussparungen, die der Kraftübertragung vom Steiggerät auf die Schiene dienen, haben einen Abstand von 2,5 cm.

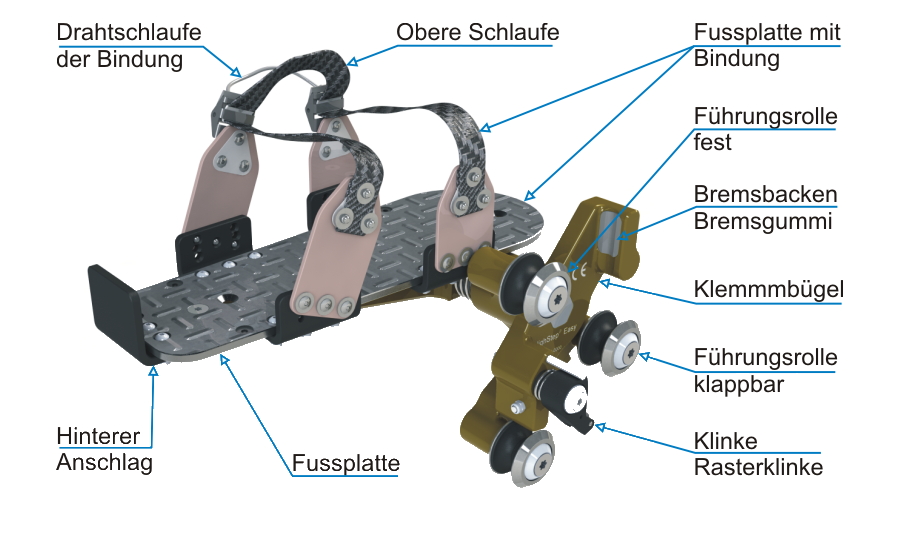
Die Komponenten der HighStep Easy

Für den mechanischen Selbstaufstieg kommen zwei Pedale (HighStep Easy) und ein Fallschutzgerät (HighStep Protector) zum Einsatz. Sie sind die persönliche Steig- und Schutzausrüstung des Nutzers und werden von ihm zum Einsatzort mitgebracht. Die Füße des Nutzers werden mittels einer Bindung an den Pedalen fixiert. Ein Klemmbügel umschließt das Schienenprofil. Dadurch wird erreicht, dass der Anwender sicher und fest mit der Schiene verbunden ist. Das Steiggerät wird mithilfe von drei Führungsrollen entlang der Schiene geführt. Belastet der Nutzer die Fußplatte, wird das Gerät über zwei Bremsbacken an der Schiene festgehalten. Hebt der Nutzer eine Ferse an, so erfolgt eine leichte Drehbewegung, welche die Ablösung der Bremsbacken von der Schiene bewirkt. In diesem Moment kann das Pedal frei entlang der Schiene auf- oder abwärts laufen. Die Führungsrollen kommen zum Einsatz, sobald der Nutzer seinen Fuß parallel zur Schiene hebt oder senkt. An der Stelle, an der der Schritt beendet werden soll, wird die Ferse wieder abgesenkt. Über das Drehgelenk werden die Bremsbacken wieder auf die Schiene gepresst. Wenn die Schiene nass, glatt oder verschmiert ist, kommt eine zusätzliche Rasterklinke zum Einsatz: Das Pedal sinkt dann so lange ab, bis die Klinke in die nächste Aussparung der Schiene fällt.
Der HighStep Protector ist ein mitlaufendes Fallschutzgerät, das nach der neusten PSA-Richtlinie EN 353-1:2014 zertifiziert ist. Der Protector umklammert die Schiene und läuft auf dieser mithilfe von Gleitrollen. Um den Protector an der Schiene zu befestigen oder ihn von ihr zu lösen, ist aus Sicherheitsgründen eine Zweihandbedienung notwendig. Durch einen Sicherheitssteg an der Schiene wird verhindert, dass das Gerät verdreht angebracht werden kann. Eine Doppelklinke ist über ein Drehgelenk im Tragkörper direkt mit einem Falldämpfer und einem Karabiner verbunden. Die Doppelklinke rastet so lange in den Aussparungen der Schiene ein, wie Karabinerhaken und Falldämpfer nach unten zeigen. Zieht man diese Kombination nach oben, wird über die Drehachse die Doppelklinke von der Schiene gelöst und das Gerät kann frei bewegt werden. Während des Auf- oder Abstiegs läuft der Protector somit entlang der Schiene in Bewegungsrichtung des Benutzers mit. Bei zu schneller Abwärtsbewegung (zum Beispiel im Falle eines Sturzes) fällt die Doppelklinke per Federkraft automatisch in die Schiene zurück und verhindert dadurch den freien Fall. Wenn die Doppelklinke durch einen Hebel mit der Schiene verriegelt wird, stellt der Protector zudem einen festen Anschlagpunkt nach EN 795 dar.
Als vollautomatisches Steiggerät dient der HighStep Lift. Er ist der weltweit erste tragbare Aufzug und kann ohne weiteres Transportsystem zum Einsatzort gebracht werden. Er besteht aus zwei Hauptteilen: der Liftsäule und der Batterieplattform. Vier Schwenkrollen umschließen von hinten die Schiene. Der Lift kann mit zwei Fahrtastern (als Totmannschalter angelegt) bedient werden, oder auch mit einer Fernsteuerung für Material- und Leertransporte genutzt werden. Wenn die Bewegung aktiviert wird, laufen vier Zahnräder in den Aussparungen der Schiene und ermöglichen das automatische Auf- und Abfahren. Für den Antrieb sorgen vier selbstständige Motoren. Die Energie liefern Lithiumbatterien, die sich in der Batterieplattform befinden. Die Sicherheit wird durch ein unabhängiges Klinkensystem gewährleistet, das im Ruhezustand und im Notfall automatisch den Lift fest mit der Schiene verbindet.

## Zertifikate und Auszeichnungen
- Aluminium Award 2006 (Category „Building and Construction“)[4]
- Finalist Swiss Technology Award 2008[5]
- CTI (Commission for Technology and Innovation – Swiss Confederation) StartUp Label 2009[6]